# MOOV
MOOV是一個採用訂閱收益模式的串流媒體服務，提供無損音頻和高清的音樂短片。此服務在2006年由香港公司電訊盈科成立，並運營至今。MOOV和接近300間唱片公司和內容供應商合作包括三大主要唱片公司EMI、金牌大風和索尼音樂娛樂，現有超過150萬首以FLAC無損格式編製的歌曲。
現在MOOV的服務地區為香港、中國內地、越南和澳門。
用戶可通過寬頻互聯網、流動通訊、固網及收費電視now TV以收費模式使用服務。

## 歷史
在2006年在香港成立之後，MOOV逐漸往海外拓展。在2013年電訊盈科與南方廣播影視傳媒集團、中國電信和百視通合作正式在中國推出「摩音符 MOOV」，成為第一個境外的收費音樂服務在內地市場推出，亦是MOOV在香港以外的首個業務拓展。然後在2016年與超過150個越南媒體供應商簽訂了分銷協定，把MOOV的串流媒體服務拓展到越南。
在2014年推出獨家專利功能LyricSnap!，用戶可把歌曲、歌詞、相片紀錄心情即時分享到各社交網站。
在2015年推出FLAC無損音頻服務和支援在Apple Watch使用。
在2016年推出「音樂自療」服務。用戶可收聽由美國、澳洲及加拿大註冊的音樂治療師度身設計的歌單。當中更加配廣東話聲音指導，幫助用戶舒緩各種生活壓迫和需要包括減壓、懷孕期舒緩、兒童語言發展、正能量和激勵。

## 爭議

### 《玻璃心》成禁歌被下架
2021年10月25日，有用戶發現歌手陳芳語與黃明志合唱的《玻璃心》歌曲已被下架。該歌推出約一周，YouTube 瀏覽量逾 1,680 萬，成為亞洲 Top 10 音樂影片的唯一華語作品。歌曲被指針對中國內地小粉紅，故發佈後，該歌隨即在內地被禁，兩人微博被封殺，關鍵字無法搜尋。而《玻璃心》在多個音樂串流平台上架，包括 ViuTV 母公司電訊盈科旗下的 MOOV。用戶表示自己早前已下載《玻璃心》，播放時卻顯示「找不到有關內容，請選擇其他內容」，質疑「（歌曲）幾時變咗做禁歌？」，要求 MOOV 解釋，又聲言要「轉會」。
至於其他平台，包括Apple Music、台灣KKBOX及仍然可以收聽及下載包括《玻璃心》在內的一系列黃明志的作品。但騰訊旗下的音樂串流服務Joox  也做下架处理 目前收听不到以及下载

## 外部連結
- 官方網站 （页面存档备份，存于）
- YouTube上的MOOV頻道
- MOOV的Facebook專頁